# James Beattie (poeta)

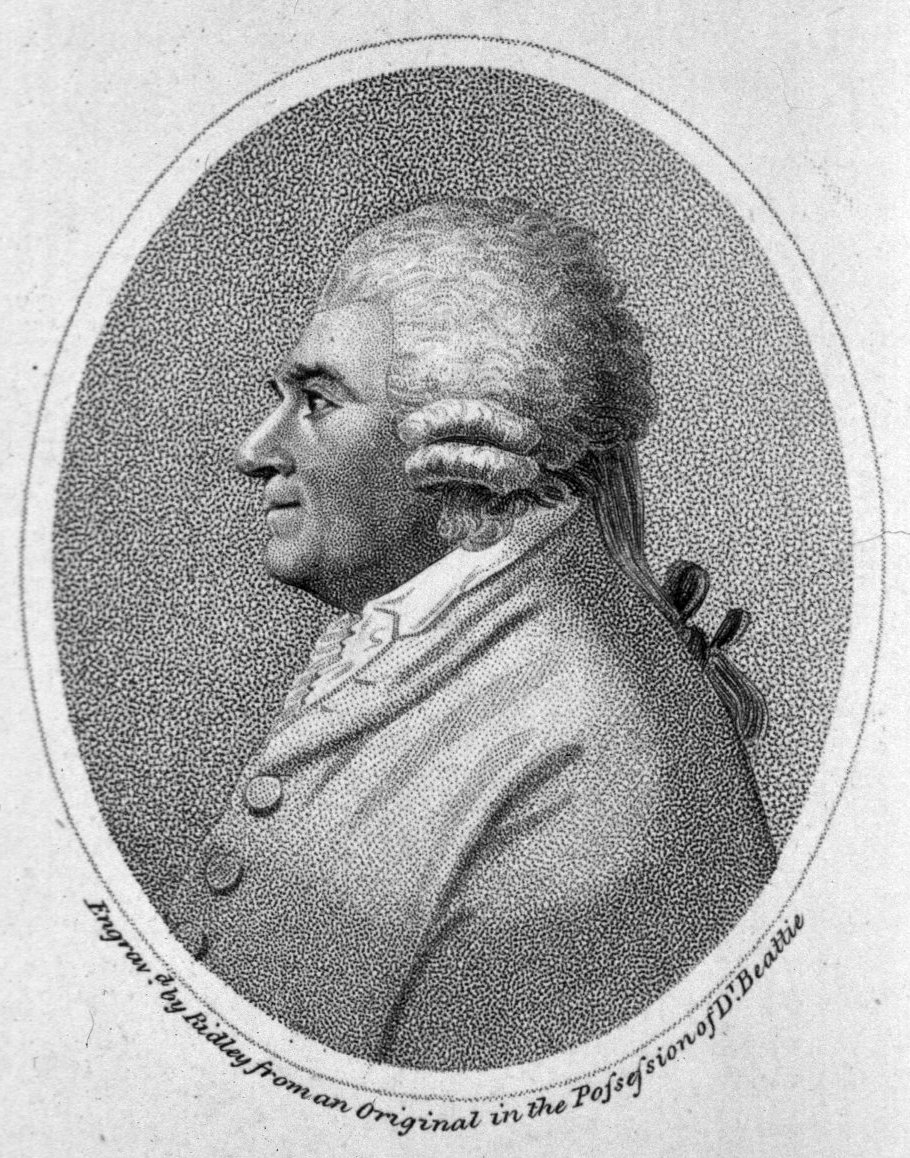
James Beattie

James Beattie (1735–1803) – szkocki poeta, eseista i filozof. W filozofii był przedstawicielem szkoły szkockiej i rozwinął poglądy owej szkoły w zakresie estetyki. Jego wiersz The Minstrel był jednym z pierwszych utworów zapowiadających epokę romantyzmu. 

## Ważniejsze dzieła
- Original Poems and Translations (1760)
- Essay on the Nature and Immutability of Truth, in Opposition to Sophistry and Scepticism (1770)